# 梅衣堂ひよと旦那様の野望
『梅衣堂ひよと旦那様の野望』（うめいどうひよとだんなさまのやぼう）は米山シヲによる日本の漫画作品。『月刊少年ガンガン』（スクウェア・エニックス刊）にて、2016年3月号から2021年8月号まで連載された。メイドの主人公がその性格と道具を武器に、雇い主やその上司、敵国までを翻弄するハイ・ファンタジーコメディ。

## あらすじ
マカラデュレ王国に仕える小貴族レオンハルト・バニラは、昇進に伴って屋敷を買うも、メイドがいないことが発覚。メイド斡旋所にメイドを依頼したところ、自分は未来から来たと称する梅井堂ひよと名乗るメイドがやってくる。ひよは未来のアイテムを駆使し、バニラ邸に押し入っていた強盗を瞬く間に制圧。喜ぶも、未来のアイテムの発覚を恐れたバニラは、ひよに箝口令を敷くが……

## 登場人物

### マカラデュレ王国関係者
レオンハルト・バニラ
商業国家マカラデュレ王国に仕える貴族。21歳。南区生活管理班長→王室直属非常時緊急対策本部第一執務室長。城勤めの公務員として出世願望を持つ。その査定の根拠となる名声値稼ぎが趣味。ある日、昇進に伴って購入した屋敷に強盗に押し入られ、捕まっていたところを、以前に行き倒れていたのを助けた少女に未来の武器を駆使されて助けられるが、それが梅井堂ひよだった。
梅衣堂ひよ
レオンハルト・バニラに仕えるメイド。未来から来たと称し、様々な謎の道具を使う。
オズワルド・バニラ
レオンハルトの弟。引っ越し祝いに夜中にレオンハルト邸に侵入し、ひよと一戦交える。
ローゼリカ
マカラデュレ王国の王女。奔放な性格で魔法が使え、魔女姫と呼ばれている。街を散策中にひよと遭遇し、バニラ邸に押しかけて一泊する。
グレイ
ローゼリカ王女付きの執事。Mな性格。王女と共にバニラ邸に滞在する。
シュヴァルツ・カシス
マカラデュレ王国の宮廷魔術顧問。王女の先生。ささいなことでうつスイッチが入りやすい。ベルガモットから渡された未来の武器を使って、ローゼリカ王女の暗殺を謀る。後に、バニラ邸に滞在中に知ったレオンハルトの気苦労を知って同情する。
トンカ
マカラデュレ王国王城勤めの公務員。男性。南区生活管理班でのレオンハルトの同僚。
リゼ・アリア・ショコラ
マカラデュレ王国王城勤めの公務員。女性。昇進したレオンハルトの秘書を務める。
マロン兄弟
マカラデュレ王国第二発明研究室に所属する双子の発明家。兄はギルバート、弟がウィリアム。ひよの持つ未来のアイテムに目をつけて協力を求める。

### アロ・マテラ王国関係者
アヴェンシス・アロ・マテラ
マカラデュレの隣国アロ・マテラ王国の第6王子。ローゼリカの誕生祝いの晩餐会に出席するため、マカラデュレにやって来た。
ベルガモット
アヴェンシス王子付きの魔術師。別名にモナルダ。王子と共にマカラデュレを訪問。

## 書誌情報
- 米山シヲ 『梅衣堂ひよと旦那様の野望』 スクウェア・エニックス〈ガンガンコミックス〉、全4巻
  1. 2017年2月22日発行、ISBN 978-4-7575-5244-9
  2. 2017年6月22日発行、ISBN 978-4-7575-5344-6
  3. 2019年2月22日発行、ISBN 978-4-7575-5692-8
  4. 2021年10月12日発行、ISBN 978-4-7575-7527-1